# Казаковцев, Николай Олегович
Николай Олегович Казаковцев (23 марта 1990, Череповец) — российский хоккеист, нападающий. Воспитанник череповецкого хоккея. 

## Карьера
Николай Казаковцев начал свою профессиональную карьеру в 2008 году в клубе Высшей лиги ХК «Липецк», а уже в следующем году дебютировал в составе родной «Северстали». Тем не менее, большую часть сезона Николай провёл в Липецке. Сезон 2010/11 Казаковцев начал в составе клуба МХЛ «Алмаз». Позже он был вызван в основу череповецкого клуба, где провёл 16 матчей, в которых набрал 2 (1+1) очка.
30 июня 2017 года Казаковцев продлил контракт с «Северсталью» еще на один сезон.

## Статистика
| Легенда | Легенда                    | Легенда | Легенда                   | Легенда | Легенда    |
| ------- | -------------------------- | ------- | ------------------------- | ------- | ---------- |
| И       | Количество проведённых игр | Штр     | Штрафное время            | +/−     | Плюс-минус |
| Г       | Голы                       | П       | Голевые передачи          | О       | Очки       |
| -       | Статистика неизвестна      | —       | Статистика не учитывалась |         |            |

### Клубная карьера
- a В этом сезоне в «Плей-офф» учитывается статистика игрока в Кубке Надежды.